# Вайсенштайнський повіт
Вайсенштайнський повіт (також Вейсенштайнський, Єрвенський повіт; рос. Вейсенштейнский уезд, ест. Paide kreis) — повіт у складі Естляндської губернії Російської імперії. Адміністративний центр — місто Вайсенштайн (нині — Пайде).

## Географія
Вайсенштайнський повіт був розташований на півдні Естляндської губернії і займав площу 2522,9 квадратних верст.

## Історія

Карта 1798 року

1745 року в складі Ревельської губернії був сформований Єрвенський дистрикт. 1783 року губернія була перетворена в Ревельське намісництво, а дистрикт — у Єрвенський крейс. 1796 року, в результаті чергової адміністративної реформи, було створено Естляндську губернію, а Вікський крейс перетворено на Вайсенштайнський повіт.
1920 року повіт був ліквідований, а його територія увійшла до складу Естонської Республіки.

## Населення
Згідно з переписом населення 1897 року, в повіті проживали 52 673 осіб (в Гаапсалу — 3212), з них:
- естонці — 50 971;
- німці — 1155.

## Адміністративний поділ
Станом на 1913 рік в Вайсенштайнському повіті було 20 волостей:
- Алленкюль,
- Альп,
- Ампель,
- Вахаст,
- Вайнгераєнн,
- Вехмут,
- Вец,
- Канно,
- Кірна,
- Койк,

- Коріс,
- Левеніельде,
- Лехте,
- Мексхоф,
- Немкюль,
- Нойстфер,
- Оррисаар,
- Суррефер,
- Уддева,
- Юргенсберг.